# セン (春秋)
鄟（せん）は、春秋時代の諸侯国。現在の山東省臨沂市郯城県泉源郷の沭河の東の部分、臨沭県石門鎮の一部分、江蘇省連雲港市東海県温泉鎮的の一部分の村が支配領域である。

## 歴史
鄟は非常に弱小であった。現在、鄟について言及している歴史資料は殆ど残っていない。『春秋穀梁伝』の記載は魯の成公6年（紀元前585年）鄟が滅んだとある。